# Purunpää (minsvepare, 1941)
Purunpää (tidigare HMS BYMS 2032 i brittisk tjänst) var en finländsk minsvepare som tjänstgjorde mellan 1948 och 1959 i den finländska marinen. Fartyget var byggt i trä och tillsammans med sina fyra systrar, kallades dom skämtsamt för Puupää-klassen - en finsk ordlek som betyder 'träskalleklassen', eftersom -pää är finska för 'huvud'. 
Purunpää byggdes år 1941 i USA och var ett så kalla lend-lease fartyg som tjänstgjorde i den brittiska flottan. Folkförsörjningsministeriet i Finland köpte de tre första fartygen den 13 november 1948 för att städa upp den finska viken från minor och ytterligare ett den 19 januari 1951. Fartygen var av B.Y.M.S.-typ (British Yard Mine Sweeper) och hade byggts åren 1941-42.
Efter att minröjningen var klar användes Puupää-fartygen för skolning i stället för de åldrande kanonbåtarna. Båtarnas skrov började dock uppvisa svagheter och det beslöts att fartygen skulle skrotas, vilket skedde mellan 1958 och 1959, då fartygen såldes som skrot till den privata marknaden. Tammenpää och Vahterpää togs ur bruk 1958, Ajanpää år 1959.
Tammenpää brann år 1960 och sjönk sedan utanför Haverö. Vahterpää sjönk 1961 nära Tammenpää. Ett av fartygen köptes av metodisterna, som använde det som ett missionärsskepp och döpte det till Ebeneser.

## Fartyg av klassen
- Purunpää
- Vahterpää
- Tammenpää
- Katanpää